# Catetere di Swan-Ganz

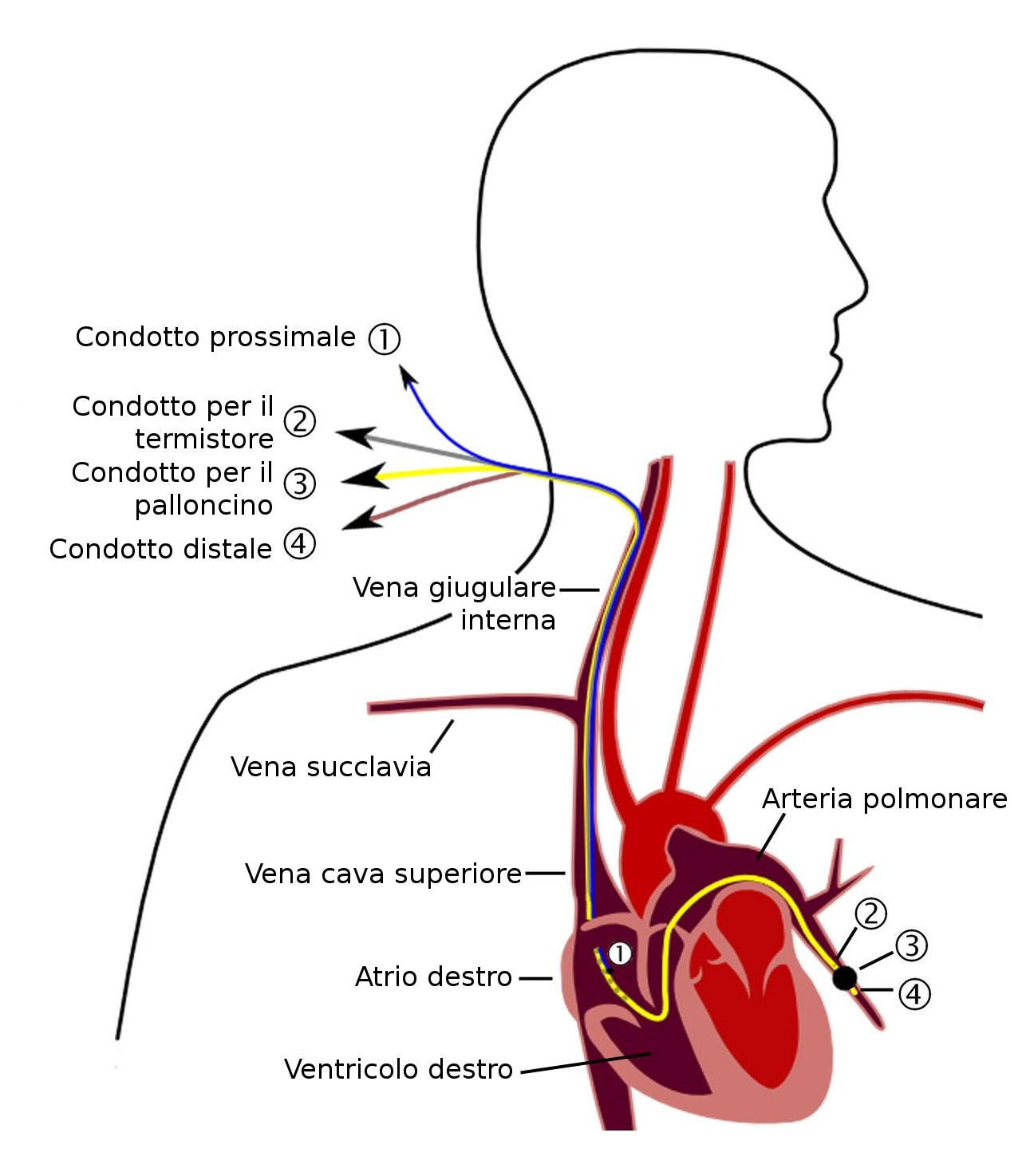
Diagramma di inserimento del catetere.

Il catetere di Swan-Ganz (/swɒn ɡanz/), noto anche come catetere arterioso polmonare (PAC, pulmonary artery catheter), è un dispositivo di monitoraggio emodinamico invasivo utilizzato in anestesia e soprattutto in terapia intensiva.

## Descrizione
Esso è costituito da un catetere a più lumi, dotato alla sua estremità di un palloncino gonfiabile. Tramite un introduttore, inserito in una vena centrale di grosso calibro (vena giugulare interna, succlavia, femorale comune) il catetere può essere sospinto in atrio destro, quindi in ventricolo ed in arteria polmonare. Le onde pressorie che appaiono sul monitor durante l'introduzione permettono all'operatore di comprendere la posizione raggiunta dall'estremo distale: in atrio apparirà la curva della pressione venosa centrale, mentre in ventricolo si otterrà una curva più alta e appuntita; gonfiando così il palloncino presente sulla punta, sarà facilitata la sua migrazione dal ventricolo in arteria polmonare, ove il catetere si arresterà nella diramazione di dimensioni uguali al diametro del pallone: in questa posizione comparirà sul monitor l'onda della pressione di incuneamento polmonare o pressione di wedge (PAWP).

## Uso clinico
La PVC e la PAWP sono comunemente adottati in anestesia e rianimazione come indicatori dello stato volemico del paziente critico ed impiegati per guidare la fluidoterapia. La pressione venosa centrale infatti è un indicatore del volume ematico presente nei vasi venosi di capacitanza che afferiscono al cuore e rappresenta più specificamente la pressione di riempimento dell'atrio destro. La pressione di wedge riflette invece la pressione di riempimento delle camere cardiache sinistre, fornendo indirettamente una buona stima del precarico cardiaco.
Il catetere di Swan-Ganz monitorizza la portata cardiaca in continuo e l'ossimetria venosa mista, la frazione di eiezione del ventricolo destro e il volume ventricolare destro di fine diastole, per il monitoraggio in continuo del bilancio fra apporto e consumo di ossigeno; permette inoltre di monitorare:
- PVC = pressione venosa centrale
- PVD = pressione ventricolare destra
- PAP = pressione arteriosa polmonare
- PAWP = pressione di incuneamento polmonare
- PAPd = pressione arteriosa polmonare diastolica
- gittata cardiaca

Pressione e volume sono valori legati fra loro da una grandezza, la resistenza; pertanto una stima di precarico basata solo sui valori di pressione rischia di fornire un dato altamente ingannevole in presenza di una situazione delle resistenze patologica o comunque anomala.